# 三木たかし
三木 たかし（みき たかし、本名：渡邊 匡（わたなべ ただし）、1945年〈昭和20年〉1月12日 - 2009年〈平成21年〉5月11日）は、日本の作曲家。歌手・女優の黛ジュン（本名: 渡邊順子）は実妹にあたる。渡辺 たかし名義の作品も存在する。

## 人物
東京都生まれ。父桂次郎は仕事が長続きしないため、貧困家庭であった。借金取りが訪れると妹と押入れに籠もり、紙で書いた鍵盤をひいて遊んでいたという。「さくらの唄」（唄: 美空ひばり）を10代で作っている。1960年代半ばごろに歌手を志して作曲家の船村徹に弟子入りするも、船村から「君は作曲家の方が向いている」と言われ方向転換する。
1967年、当時の売れっ子作詞家であったなかにし礼の推薦を受け、「恋はハートで」（歌唱: 泉アキ/クラウン・レコード）で作曲家デビューを果たす。1968年、妹の黛ジュンに提供した「夕月」が66万枚のヒット。オリコンチャート最高位2位を記録した。1969年、「禁じられた恋」（作詞: 山上路夫、歌唱: 森山良子）が8週連続チャート1位の大ヒットとなる。自身の作品が初めて同年の『NHK紅白歌合戦』で歌唱された。
1971年、歌手の松平マリ子（旧名: 梅木マリ）と結婚する（その後離婚）。
1976年から1977年にかけて、阿久悠とのコンビで西城秀樹に「君よ抱かれて熱くなれ」から「ボタンを外せ」まで7作品連続して楽曲を提供する。また1977年、「津軽海峡・冬景色」（作詞: 阿久悠、歌唱: 石川さゆり）が大ヒットとなり、第19回日本レコード大賞・中山晋平賞（後の作曲賞）を受賞した。この両者に明らかなように、作風はかなり幅広い。
1982年から1984年にかけて、盟友である荒木とよひさとのコンビで、テレビ朝日系『欽ちゃんのどこまでやるの!?』の企画ユニット「わらべ」に、「めだかの兄妹」や「もしも明日が…。」などの楽曲を提供する。なお、「めだかの兄妹」は1983年のオリコン年間シングル第3位に、「もしも明日が…。」は1984年オリコンシングル年間シングル第1位を記録した。1984年から1986年にかけては、荒木とのコンビでテレサ・テンに提供した「つぐない」（1984年）、「愛人」（1985年）、「時の流れに身をまかせ」（1986年）がいずれも有線放送を中心に大ヒットした。3年連続で全日本有線放送大賞、および日本有線大賞を受賞する。
1988年、日本テレビ系アニメ『それいけ!アンパンマン』に、オープニングテーマ曲「アンパンマンのマーチ」とエンディングテーマ曲「勇気りんりん」（共に作詞: やなせたかし（同アニメの原作者でもある） 、歌唱: ドリーミング）を提供する。なお、「アンパンマンのマーチ」は2011年までに着うた配信でミリオンセラーを達成し、近年では小学校の音楽の教科書に載るなど童謡としても親しまれている。
1994年、「夜桜お七」（作詞: 林あまり、歌唱: 坂本冬美）がロングヒットとなる。同年の第36回日本レコード大賞・作曲賞を受賞した。
2004年からは日本作曲家協会理事長を務め、また日本レコード大賞制定委員や事務局長も務めた。
2005年、紫綬褒章を受章する。同年、第47回日本レコード大賞の吉田正賞を受賞した。
2006年、下咽頭がんで声帯の一部を切除、その後声を失ってしまう。
2009年1月13日、『NHK歌謡コンサート』で黛ジュンと30年ぶりに兄妹出演を果たした。自身作曲の「さくらの花よ 泣きなさい」を黛が歌唱し、その後ろで三木がギター伴奏を披露したが、これが三木の生涯最後のテレビ出演となった。
2009年5月11日午前6時5分、下咽頭がんのため岡山県岡山市の病院で死去。64歳没。

## 主な作品 (アーティスト名順)

### あ行
- あいざき進也
  - ミッドナイト急行 (作詞: 松本隆)
- アグネス・チャン
  - この身がちぎれるほどに-Lovin' you is killin' me- (作詞: 荒木とよひさ)
  - 忘れないで -time to say goodbye- (作詞: 荒木とよひさ)
  - believe〜永遠の輪廻〜 (作詞: 荒木とよひさ)
  - 私小説-my love story- (作詞: 荒木とよひさ)
  - 想い出が多すぎて-Lost Memory- (作詞: 荒木とよひさ)
  - 心の旅人 (作詞: 荒木とよひさ)
  - 能登の夕陽に染められて (作詞: 荒木とよひさ)
  - 愛は奇跡のように (作詞: 荒木とよひさ)
  - わたしだけの少年 (作詞: 荒木とよひさ)
  - やさしくしないで-Falling for you- (作詞: アグネス・チャン)
  - 悲しい恋はどんな恋 (作詞: アグネス・チャン)
- 浅丘ルリ子
  - 愛の化石 (作詞: 並木六郎)
  - 悲しみは女だけに (作詞: なかにし礼)
  - 心の裏窓 (作詞: なかにし礼)
  - シャム猫を抱いて (作詞: 阿久悠)
- 浅田美代子
  - 想い出のカフェテラス (作詞: 林春生)
  - 少女恋唄 (作詞: 松本隆)
- 阿蘇千里
  - 純情 (作詞: 荒木とよひさ)
- 麻生詩織
  - 夜明けの仲間たち (作詞: 山川啓介、TBSラジオ『歌うヘッドライト』エンディングテーマ・2代/青森放送テレビ『江奈滋家の食卓』エンディングテーマ)
- 麻生よう子
  - 愛は惜しみなく (作詞: 藤公之介)
- あべ静江
  - コーヒーショップで (作詞: 阿久悠)
  - みずいろの手紙 (作詞: 阿久悠)
  - 突然の愛 (作詞: 阿久悠)
  - 秋日和 (作詞: 阿久悠)
- 石川さゆり
  - 花供養 (作詞: 阿久悠)
  - あいあい傘 (作詞: 阿久悠)
  - 十九の純情 (作詞: 阿久悠)
  - 津軽海峡・冬景色 (作詞: 阿久悠)
  - 能登半島 (作詞: 阿久悠)
  - 暖流 (作詞: 阿久悠)
  - 砂になりたい (作詞: 阿久悠)
  - 火の国へ (作詞: 阿久悠)
  - 春夏秋秋 (作詞: 阿久悠)
  - 漁火挽歌 (作詞: 石本美由紀)
  - ほととぎす (作詞: なかにし礼)
  - 愛の言葉よりくちづけを (作詞: 岩谷時子)
  - 風の盆恋歌 (作詞: なかにし礼)
  - 生まれてよかったね (作詞: 小島ひろ美)
  - 桜夜 (作詞: さだまさし)

- 石原裕次郎
  - ひとりのクラブ (作詞: なかにし礼) ※渡辺たかし名義、編曲
  - 昭和たずねびと (作詞: 杉紀彦)
  - 忘れた虹 (作詞: 山上路夫)
  - 嘆きのメロディー(作詞: 荒木とよひさ)
- 泉アキ
  - 恋はハートで (作詞: なかにし礼)
  - あなただけみつめて (作詞: 並木六郎)
  - 恋の砂浜 (作詞: なかにし礼)
  - ハートは泣いている (作詞: なかにし礼)
  - 燃える年頃 (作詞: なかにし礼)
- 五木ひろし
  - 追憶 (作詞: 阿久悠)
  - 凍て鶴 (作詞: 喜多条忠)
- 伊藤かずえ
  - 哀愁プロフィール (作詞: 荒木とよひさ)
  - 風と光のスニーカー (作詞: 荒木とよひさ)
  - エンドレス・サマー (作詞: 荒木とよひさ)
- 伊藤咲子
  - 木枯しの二人 (作詞: 阿久悠)
  - 青い麦 (作詞: 阿久悠)
  - 乙女のワルツ (作詞: 阿久悠)
  - 冬の星 (作詞: 阿久悠)
  - きみ可愛いね (作詞: 阿久悠)
  - いい娘に逢ったらドキッ (作詞: 阿久悠)
  - 想い出のセンチメンタル・シティ (作詞: 阿久悠)
  - 青い鳥逃げても (作詞: 阿久悠)
  - 愛のシルフィー (作詞: 阿久悠)
  - 何が私に起こったか (作詞: 阿久悠)
- 糸川蛍子
  - 夜明けの仲間たち (作詞: 山川啓介、TBSラジオ『歌うヘッドライト』エンディングテーマ・初代)
- 岩井小百合
  - パラレルガール (作詞: とり・みき)
- 岩崎宏美
  - 思秋期 (作詞: 阿久悠)
  - あざやかな場面 (作詞: 阿久悠)
  - 未成年 (作詞: 山川啓介)
- 岡崎友紀
  - 愛々時代 (作詞: 阿久悠)
  - 北上川 (作詞: 阿久悠)
- 小田陽子
  - わかれの手紙 (作詞: 阿久悠)

### か行
- 風見慎吾
  - そこの彼女 (作詞: 荒木とよひさ)
- 柏原芳恵
  - 待ちくたびれてヨコハマ (作詞: 荒木とよひさ)
  - 冬の孔雀 (作詞: 阿久悠)
- 春日八郎
  - 人生浪花節・爪のあと・浮草情話・恋なんてきらいさ・占い小唄・男の道（作詞: 横井弘）
- 片平なぎさ
  - 純愛 (作詞: 山上路夫)
  - 頬にかかる涙 (作詞: 千家和也)
  - 美しい契り (作詞: 千家和也)
  - 異性 (作詞: 山上路夫)
  - オリーブの華麗な青春 (作詞: 阿久悠)
  - 陽だまりの恋 (作詞: 有馬三恵子)
  - 肌寒い雨(作詞: 千家和也)
- 角川博
  - おまもり (作詞: 荒木とよひさ)
- 叶和貴子&五木ひろし
  - ふりふり (作詞: 阿久悠)
- 川中美幸
  - 遣らずの雨 (作詞: 山上路夫)
  - 豊後水道 (作詞: 阿久悠)
  - 女泣き砂日本海 (作詞: 阿久悠)
- 神田正輝
  - 黄昏のプレリュード (作詞: 荒木とよひさ)
- 木之内みどり
  - あした悪魔になあれ (作詞: 阿久悠)
  - おやすみなさい (作詞: 阿久悠)
- キャンディーズ
  - 哀愁のシンフォニー (作詞: なかにし礼)
- キンキン・ケロンパ
  - ワン・ニャン物語 (作詞: 荒木とよひさ)
  - あゝ結婚! (作詞: 荒木とよひさ)
- クミコ
  - わたしは青空 (作詞: 覚和歌子)
  - 車輪 (作詞: 覚和歌子、井上芳雄とのデュエット曲)
  - 届かなかったラヴレター (作詞: 覚和歌子、遺作)
- 黒川泰子
  - つぎの秋が来るまで (作詞: 荒木とよひさ)
- 桂銀淑
  - 悲しみの訪問者 (作詞: 荒木とよひさ)
- 研ナオコ
  - 陽は昇り陽は沈み (作詞: 阿久悠)
- 香西かおり
  - 花挽歌 (作詞: 市川睦月)
- 香田晋
  - 渡り鳥…北から南から… (作詞: 阿久悠)
  - シャボン玉フワリ (作詞: 青島幸男)
  - 都会暮らし (作詞: 冬樹かずみ)
- 琴風豪規
  - まわり道 (作詞: なかにし礼)
- 小林幸子
  - 母ひとり (作詞: 荒木とよひさ)
- 小林幸子&北大路欣也
  - 別れて…そして (作詞: 荒木とよひさ)
  - 心の瞳 (作曲:荒木とよひさ)

### さ行
- 西城秀樹
  - 君よ抱かれて熱くなれ (作詞: 阿久悠)
  - ジャガー (作詞: 阿久悠)
  - 若き獅子たち (作詞: 阿久悠)
  - ラストシーン (作詞: 阿久悠)
  - ブーメランストリート (作詞: 阿久悠)
  - セクシーロックンローラー (作詞: 阿久悠)
  - ボタンを外せ (作詞: 阿久悠)
  - ブーメランストレート（作詞：阿久悠・T'S PARTY、多々納好夫と共同作曲）
  - 二人だけの夜 (作詞: 阿久悠、『君よ抱かれて熱くなれ』収録曲)
  - 今は唇に歌があるだけの（作詞: 阿久悠、『ジャガー』収録曲)
  - 我が青春のフィナーレ（作詞: 阿久悠、『若き獅子たち』収録曲)
  - 愛する（作詞: 阿久悠、『ラストシーン』収録曲)
  - はげしい雨の中へ（作詞: 阿久悠、『ブーメランストリート』収録曲)
  - 指環のあと（作詞: 阿久悠、『セクシーロックンローラー』収録曲)
  - 悪魔のように愛したい（作詞: 阿久悠、『ボタンを外せ』収録曲)
  - 序曲〜デッドヒート（作詞: 阿久悠）
  - 抱擁　春・夏・秋・冬（作詞: 阿久悠）
  - 裸体（作詞: 阿久悠）
  - 渚から（作詞: 阿久悠）
  - 太陽の悲劇（作詞: 阿久悠）
  - ギターの墓標（作詞: 阿久悠）
  - 青春のタイトロープ（作詞: 阿久悠）
  - NO（作詞: 阿久悠）
  - 悪魔のように愛したい (作詞: 阿久悠、『ボタンを外せ』収録曲)
- 坂本九
  - 懐しきlove-song (作詞: 荒木とよひさ)
  - 心の瞳 (作詞: 荒木とよひさ)
- 坂本冬美
  - 夜桜お七 (作詞: 林あまり)
  - TOKYOかくれんぼ (作詞: 真名杏樹)
- 佐々木功
  - 君の青春は輝いているか (作詞: ジェームス三木、『超人機メタルダー』オープニングテーマ)
- 里見浩太朗
  - 友よ女よ (作詞: 阿久悠、日本テレビ系時代劇『長七郎江戸日記第1シリーズ』主題歌3)
- さやま友香
  - 口紅 (作詞: 荒木とよひさ)
- 沢口靖子
  - さよならの恋人 (作詞: 荒木とよひさ、映画『ゴジラ』挿入歌)[2]
- サンドイッチ
  - 想い出して下さい (作詞: 中村ブン)
- しばたはつみ
  - 夜はドラマチック (作詞: 阿久悠)
- 島倉千代子
  - 美しきは女の旅路 (作詞: 橋本淳)
- 島本須美
  - 涙の中の悲しみよ (作詞: 荒木とよひさ、『小公女セーラ』挿入歌)
  - 水色の空へ (作詞: 荒木とよひさ、同番組挿入歌)
- 清水由貴子
  - お元気ですか (作詞: 阿久悠)
  - 明日草 (作詞: 阿久悠)
  - ほたる坂 (作詞: 阿久悠)
  - 天使ぼろぼろ (作詞: 阿久悠)
  - 多感日記 (作詞: 阿久悠)
- 子門真人
  - ケンカのあとは (作詞: 荒木とよひさ)
- ずうとるび
  - ふとしたはずみで (作詞: 阿久悠)
  - 大した娘だよキミは (作詞: 阿久悠)
- 杉浦芳博
  - 行け! 牛若小太郎(作詞: 山崎あきら、『行け! 牛若小太郎』主題歌)
  - 来るか妖怪 (作詞: 山崎あきら、同番組挿入歌)
- 鈴木賢三郎
  - 星の王子さま プチ・プランス (作詞: 阿久悠、編曲: 長戸大幸、テレビ朝日系アニメ『星の王子さま プチ・プランス』オープニングテーマソング)
- 千昌夫
  - 懐かしの人 (作詞: 有馬三恵子)

### た行
- チェリッシュ
  - 想い出を香水のように (作詞: 荒木とよひさ)
  - 白いスニーカー (作詞: 荒木とよひさ)
  - 夢のおかず (作詞: 荒木とよひさ)
- チョー・ヨンピル
  - 想いで迷子 (作詞: 荒木とよひさ)
  - 想いで迷子-2 (作詞: 荒木とよひさ)
  - 夢夜舟 (作詞: 荒木とよひさ)
- 塚田三喜夫
  - 愛の女王蜂 (作詞: 松本隆)
  - 少女夜曲 (作詞: 松本隆)
- つんく♂
  - しょっぱいね(作詞: 上田紅葉)
- テレサ・テン
  - つぐない (作詞: 荒木とよひさ)
  - 愛人 (作詞: 荒木とよひさ)
  - 時の流れに身をまかせ (作詞: 荒木とよひさ)
  - 別れの予感 (作詞: 荒木とよひさ)
  - 悲しみと踊らせて (作詞: 荒木とよひさ)
  - 夢立ちぬ (作詞: 荒木とよひさ)
  - 香港 (作詞: 荒木とよひさ)
  - 涙の条件 (作詞: 荒木とよひさ)
  - スキャンダル (作詞: 荒木とよひさ)
  - 恋人たちの神話 (作詞: 荒木とよひさ)
  - 悲しい自由 (作詞: 荒木とよひさ)
  - 道化師 (作詞: 荒木とよひさ)
  - ワインカラーの記憶 (作詞: 荒木とよひさ)
  - ルージュで書いたサヨナラ
  - 傷心
  - 硝子の摩天楼
  - 北極便
  - こんな女
  - 他人雨
  - 想い出の余白
  - 冬のひまわり
  - 明日のゆくえ
  - 星のしずくに濡れて
  - 寝物語を聴かせて
  - 水の星座
  - 旅人
  - 人待ち顔で
  - Yes,愛につつまれ
  - 乱されて
  - 愛の陽差し 〜アモーレ・ミオ〜
- 鳥羽一郎
  - カサブランカ・グッバイ (作詞: 内館牧子)
- 豊川誕
  - たった一人の君は (作詞: 岩谷時子)
  - メンソール・シガレット (作詞: 麻生香太郎)
- ドリーミング
  - アンパンマンのマーチ (作詞: やなせたかし、日本テレビアニメ『それいけ!アンパンマン』オープニング・テーマ)
  - 勇気りんりん (作詞: やなせたかし、同番組エンディング・テーマ)

### な行
- 中条きよし
  - 忘れ草 (作詞: 杉紀彦、朝日放送・テレビ朝日系時代劇『必殺仕事人III』挿入歌)
  - 櫻の花のように (作詞: 荒木とよひさ、朝日放送・テレビ朝日系時代劇『必殺仕切人』主題歌)
- 中村晃子
  - 恋の綱わたり (作詞: 福田陽一郎、TBSテレビ系列ドラマ『離婚ともだち』挿入歌)
- 奈美悦子
  - 恋泥棒 (作詞: 阿久悠)
- 西川峰子
  - あなたにあげる (作詞: 千家和也)
  - ふたりの秘密 (作詞: 千家和也)
- 西田ひかる
  - 思い出に溶けながら(作詞: 荒木とよひさ)
- 西田佐知子
  - 神戸で死ねたら (作詞: 橋本淳)
- 忍者
  - 涙 涙のカラオケボックス (作詞: 秋元康)
  - 日本 (作詞: 秋元康)
- 野口五郎
  - 序曲・愛 (作詞: 伊藤アキラ)
  - 氷をゆらす人 (作詞: 浜辺芳光)
- 野村克也
  - 女房よ… (作詞: 野村沙知代、補作詞: 坂口照幸)

### は行
- 橋幸夫
  - ささえ（作詞: 千家和也）
  - 泣くな恋人よ（作詞: 杉紀彦）
- ザ・バーズ
  - ふり向くな君は美しい (作詞: 阿久悠、全国高等学校サッカー選手権大会テーマ曲)
- 林あさ美
  - つんつん津軽 (作詞: 荒木とよひさ)
  - ジパング (作詞: 荒木とよひさ)
  - 手のひらの愛 (作詞: あかぎてるや)
- 原大輔
  - 晩秋 (作詞: 水木かおる)
- 原田悠里
  - 雪割草 (作詞: 石本美由起)
  - みちのく雪灯り (作詞: やしろよう)
  - 針供養 (作詞: 木下龍太郎)
- 原江梨子　 (現・原めぐみ)
  - ひとつひとつに (作詞: 三浦徳子)
  - さよならだけが響く夜 (作詞: 三浦徳子)
- 万里まや　
  - おもいで美人 (作詞: 荒木とよひさ)
  - 黄昏のむこうまで（作詞: 荒木とよひさ）
- 日野美歌
  - 恋慕 (作詞: 荒木とよひさ)
- 藤圭子
  - 天国（作詞: 荒木とよひさ）
  - 献身（作詞: 荒木とよひさ）
- ぶんけかな
  - おっぱいがいっぱい (作詞: 冬杜花代子)
- ペギー・マーチ
  - 忘れないわ (作詞: 山上路夫)
- 星美里 (現・夏川りみ)
  - しほり (作詞: 吉田旺)
- 保科有里
  - 神無月に抱かれて (作詞: 荒木とよひさ)
  - さすらい譜 (作詞: 里村龍一)
  - NE-KO (作詞: 荒木とよひさ)
  - 愁止符 (作詞: 荒木とよひさ)
  - グッバイ・ソウル (作詞: うえだもみじ)
  - ラブ・バラード (作詞: 山梨涼子)
  - 素直になれなくて (作詞: 山梨涼子)
  - さくらの花よ 泣きなさい (作詞: 荒木とよひさ)
- 細川たかし
  - ひとり旅 (作詞: 中山大三郎)
- 堀江美都子
  - アイツと私 (作詞: 田中のぶ)

### ま行
- 前川清
  - 花の時、愛の時 (作詞: なかにし礼)
- 牧村三枝子
  - 室生寺 (作詞: 水木かおる)
- 松原のぶえ
  - 維新のおんな (作詞: たかたかし)
  - 愛冠岬 (作詞: 田中うめの)
- 黛ジュン
  - ブラック・ルーム (作詞: なかにし礼) ※渡辺たかし名義
  - 夕月 (作詞: なかにし礼)
  - 自由の女神 (作詞: なかにし礼)
  - 不思議な太陽 (作詞: なかにし礼)
  - 憂愁 (作詞: 阿久悠)
  - さくらの花よ 泣きなさい (作詞: 荒木とよひさ)
- 真弓明信
  - 男の夢 (作詞: 高田直和)
- 真弓明信&村尾亜紀
  - 愛はふたたび (作詞: 高田直和)
- マルシア
  - 愛を置き去りに (作詞: 伊藤薫)
- 美川憲一
  - 火の鳥(作詞: 秋元康)
  - この胸で泣きなさい（作詞: 岩谷時子）
  - 十三夜月 (作詞: かず翼)
- 水木一郎
  - タイムリミット (作詞: ジェームス三木、『超人機メタルダー』エンディングテーマ)
- 美空ひばり
  - さくらの唄 (作詞: なかにし礼)
  - われとわが身を眠らす子守唄・終りなき旅 (作詞: なかにし礼)
- 三田明
  - しあわせの法則 (作詞: 荒木とよひさ)
  - 青春という名の旅人/ハンカチ (作詞: 荒木とよひさ)
- 三波豊和
  - 青春よ翔ベ (作詞: 麻生香太郎)
- 南野陽子
  - ダブルゲーム (作詞: 荒木とよひさ)
- 三善英史
  - 彼と… (作詞: 阿久悠)
  - 愛のいさかい (作詞: 阿久悠)
- 森進一
  - 北の螢 (作詞: 阿久悠)
  - 夢をつづけて (作詞: 荒木とよひさ・梶賀千鶴子)
  - 悲しい歌が流行ります (作詞: 阿久悠)
  - 悲しいけれど (作詞: 荒木とよひさ)
  - 人を恋する唄 (作詞: たかたかし)
  - 冬桜 (作詞: たかたかし)
- 森昌子
  - 愛傷歌 (作詞: 石本美由起)
  - 孤愁人 (作詞: 石本美由起)
- 森山良子
  - 禁じられた恋 (作詞: 山上路夫)
  - まごころ (作詞: 山上路夫)

### や行以降
- 八代亜紀
  - なみだ川 (作詞: 荒木とよひさ)
  - 竜二 (作詞: 吉岡治)
  - 砂の城 (作詞: 吉岡治)
- 山口百恵
  - 白い約束 (作詞: 千家和也)
  - 愛に走って (作詞: 千家和也)
- ヤン・スギョン
  - 愛されてセレナーデ (作詞: 荒木とよひさ)
  - 涙の虹を渡れば (作詞: 荒木とよひさ)
- 吉田真梨
  - もどり橋 (作詞: 喜多條忠)
  - 水色の星 (作詞: 麻生香太郎)
  - まっ赤な耳たぶ (作詞: 麻生香太郎)
- 和田アキ子
  - 酔いどれ (作詞: 千家和也)
  - 君が野に咲くバラなら (作詞: 荒木とよひさ)
- わらべ
  - めだかの兄妹 (作詞: 荒木とよひさ)
  - もしも明日が…。 (作詞: 荒木とよひさ)
  - 時計をとめて (作詞: 荒木とよひさ)

### その他
- 田村学園学園歌
- 桐光学園校歌
- 宝塚歌劇団星組公演 グランド・ショー『夢は世界を翔けめぐる -THE WORLD HERITAGE 2001-』
- 松竹歌劇団公演『銀河鉄道999 in SKD』※渋谷森久と連名で担当
- 阪神タイガース50周年記念讃歌「タイガースよ永遠に」「今日も勝ったよタイガース」
- 新宿コマ劇場ファイナル公演『愛と青春の宝塚』
- 劇団四季ミュージカル 『ユタとふしぎな仲間たち』、『わが青春の北壁』、『ドリーミング』、『夢から醒めた夢』、『新・はだかの王様』、昭和三部作 (『ミュージカル李香蘭』、『ミュージカル異国の丘』、『ミュージカル南十字星』)
- 映画『いつかA列車に乗って』（音楽監修・テーマ曲作曲）- 本名の「渡辺匡」として作品に出演しており、これが唯一の映画出演作となった。

## 受賞歴
- 1977年: 第19回日本レコード大賞・中山晋平賞 (石川さゆり「津軽海峡・冬景色」)
- 1982年: 古賀政男記念音楽大賞・優秀賞 (石川さゆり「漁火挽歌」)
- 1983年: 第25回日本レコード大賞・特別金賞 (八代亜紀「日本海」)
- 1984年: 第26回日本レコード大賞・金賞 (森進一「北の螢」)
- 1986年: 古賀政男記念音楽大賞・大賞
- 1986年: 第6回日本作曲大賞・大賞
- 1986年: 第28回日本レコード大賞・金賞、作曲賞 (テレサ・テン「時の流れに身をまかせ」)
- 1987年: 第29回日本レコード大賞・金賞 (五木ひろし「追憶」)
- 1989年: 第31回日本レコード大賞・金賞 (石川さゆり「風の盆恋歌」)
- 1991年: 第33回日本レコード大賞・ゴールドディスク賞 (桂銀淑「悲しみの訪問者」)
- 1992年: 第34回日本レコード大賞・ゴールドディスク賞、作曲賞 (香西かおり「花挽歌」)
- 1992年: 第23回日本歌謡大賞・大賞 (香西かおり「花挽歌」)
- 1994年: 第36回日本レコード大賞・優秀賞、作曲賞 (坂本冬美「夜桜お七」)

## テレビ出演
- ザ・ドラマチックナイト「艶歌-旅の終りに-」(1988年、フジテレビ)
- スター誕生! (1971年10月3日～1982年1月3日、日本テレビ）- 審査員